# Хейли Лу Ричардсън
Хейли Лу Ричардсън (на английски: Haley Lu Richardson) е американска актриса. Участва във филма „The Edge of Seventeen“ в ролята на Криста, Claire Benoit в Сплит, Мейси в „Подкрепа на момичетата“ и Стела Грант във На пет стъпки от теб. Известна е с участието си във филма на актьора Джон Чо „Колумб“.

## Ранен живот
Хейли Лу Ричардсън е родена на 7 март 1995 г. във Финикс, Аризона,  дъщерята на Валери М. Ричардсън, специалист по маркетинг и брандиране, и Форест Л. Ричардсън, проектант на голф игрища. Ричардсън е посещавала Вила Монтесори през средното училище, след това гимназията в Аркадия. Редовно е участвала в театрални постановки и регионални танцови състезания. От 2001 до 2011 г. тя е водеща танцьорка в Phoenix's Cannedy Dance Company.  През 2011 г. тя се мести в Холивуд, Калифорния.

## Кариера
През 2013 г. Ричардсън участва като Тес в сериите на ABC Family Ravenswood. Тя се появява като гост в „Shake It Up“ на Disney Channel, както и в продукцията на ABC „Adopted“. Изиграва Джулиана в оригиналния филм „Бягство от многоженството“, заедно с Джак Фалахи. През 2016 г. играе като Ели в драматичния сериал „Път на възстановяване“. Нейната ранна филмова кариера включва водеща роля в „Последните оцелели“, както и поддържащи участия в „The Edge of Seventeen“ и „Split“.
Пробива през 2017 г., когато си партнира с Джон Чо в „Колумб“. За работата си във филма тя е номинирана за наградата за независим филм Gotham за 2017 г. за най-добра актриса. Оценявайки „Колумб“ в „Ню Йоркър“, Ричард Броуди хвали нейното изпълнение: „Ричардсън се изстрелва сред най-добрите актьори на своето поколение с емоциална и интелектуална острота в представянето си“. 
През 2019 г. Ричардсън участва в романтичната драма На пет стъпки от теб заедно с Cole Sprouse. Във филма тя играе пациентка с муковисцидоза – Стела Грант, която се влюбва в момче (Спраус) със същото заболяване.
През 2009 г. Ричардсън основава „Hooked by Haley Lu“, линия от плетени дрехи и аксесоари със собствен дизайн, които създава. 

## Личен живот
През април 2018 г. Ричардсън разкрива, че е сгодена за канадския актьор Брет Диер, с когото излизат от 2012 г. 